# Монітори типу «Пассейк»

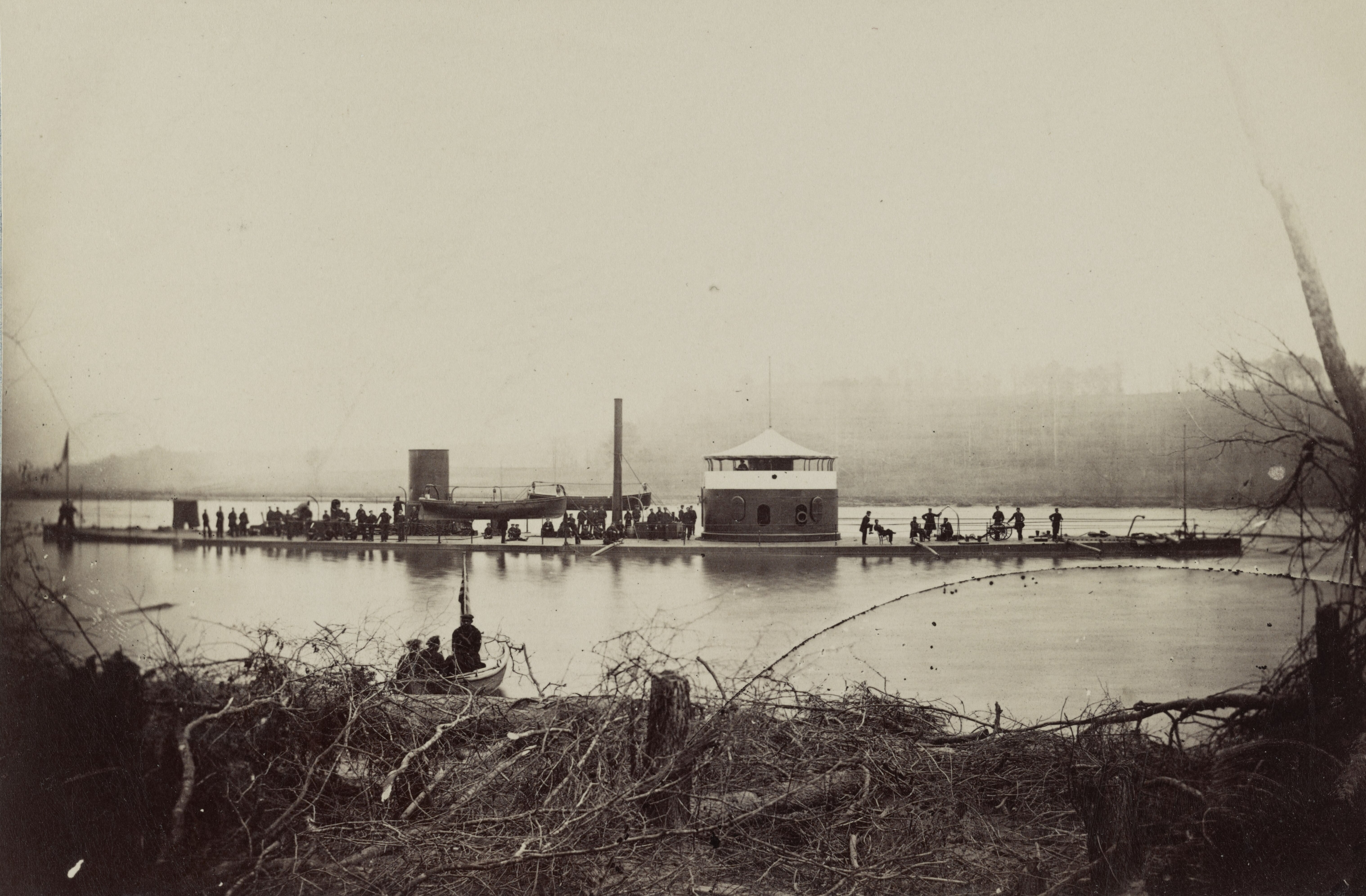
Монітор типу «Пассейк» USS Lehigh на річці Джеймс близько 1865

Монітори типу «Пассейк» ВМС США застосовувались під час Громадянської війни у США і, обмежено, в Іспано-американській війні. Цей надзвичайно успішний тип кораблів був вдосконаленою версією «Монітор», оснащений 15-дюймовою гладкоствольною гарматою Дальгрена та 11-дюймовою нарізною гарматою в одній башті. Названі на честь міста у штаті Нью-Джерсі. Було побудовано 10 таких моніторів.

## Конструкція

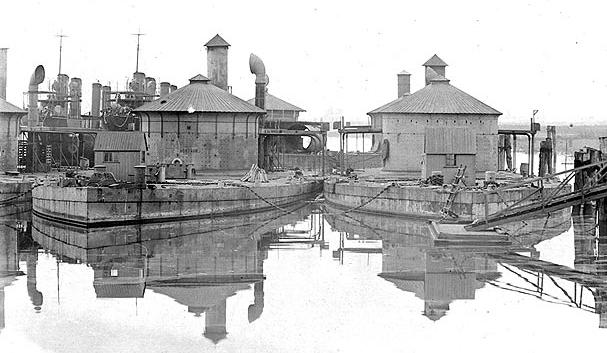
USS Lehigh та USS Montauk, Філадельфія, фото близько 1902

Суднобудівельник та інженер Джон Ерікссон розробив монітори типу «Пассейк» врахувавши досвід застосування у бою розробленого ним же інноваційного «Монітору». Монітори «Пассейк» були більші за оригінальний «Монітор», і їх рульова рубка була на вершині башти, а не біля стерна. Це розширило поле зору стернового і сприяло більш легкому зв'язку між капітаном, стерновим і рештою екіпажу. Форма корпусу була поліпшена з менш вираженим нависанням палуби, ніж у «Монітора». У типі «Пассейк» було збільшено висоту парової труби до 5,5 метрів і покращено вентиляцію.

## Служба
Два монітори цього типу, "Weehawken" та "Nahant" захопили броненосець південців  CSS Atlanta у бою у Вассоу Саунд.
«Команч» відправили у розібраному вигляді на Aquila до Сан-Франциско у Каліфорнії. Попри загибель вітрильника у гавані під час шторму монітор підняли та ввели у стрій.